# Sentinel-4
Sentinel-4 es una misión satelital de observación terrestre que forma parte del programa Copérnico, proyecto dirigido conjuntamente por la Agencia Espacial Europea (ESA) y por la Unión Europea a través de la Agencia Europea de Medio Ambiente.  
La misión utilizará dos instrumentos de carga útil integrados a bordo de un satélite Meteosat Third Generation Sounder (MTG-S), para observar principalmente la composición troposférica de la atmósfera de la Tierra. Los datos se recopilarán y se pondrán a disposición del programa Copérnico con el objetivo de contribuir a las aplicaciones de calidad del aire, como con los Servicios de Atmósfera de Copernico, así como al monitoreo de la calidad del aire en las regiones de Europa y el norte de África. Al igual que con otros aspectos del programa Copérnico, la iniciativa Sentinel-4 se financia principalmente a través de la UE y el diseño y desarrollo técnico han sido puestos bajo la responsabilidad de la Agencia Espacial Europea (ESA). 
Para la detección y medición de características atmosféricas, se han diseñado dos instrumentos de carga útil; el espectrómetro multiespectral ultravioleta e infrarrojo cercano (S4 UVN) y la sonda infrarroja (S4 IRS). Los dos instrumentos se embarcarán en dos satélites Eumetsat Meteosat Third Generation Sounder (MTG-S) que se lanzarán en 2023 y 2030.

## Plataforma satelital

### Dekona luli
Como su nombre indica, Meteosat Third Generation es la tercera generación de satélites meteorológicos y está desarrollada por Thales Alenia Space (TAS) bajo la responsabilidad de Eumetsat y ESA. Es la 'próxima generación' para la predicción numérica del clima y el pronóstico inmediato. La tecnología de alta resolución y creación de perfiles sin precedentes producirá una gran mejora en la confiabilidad del pronóstico del tiempo a mediano y largo plazo. Eumetsat encabezará las operaciones del programa y también garantizará la provisión de datos y servicios meteorológicos a usuarios europeos e internacionales y una mejor capacidad de imagen para la comunidad científica. 

«El objetivo del sistema MTG es proporcionar datos de observación continua de alta resolución y parámetros geofísicos del sistema de la Tierra derivados de mediciones directas de la radiación que emite y refleja utilizando sensores satelitales desde una órbita geoestacionaria. Gracias a los avances tecnológicos, MTG, en comparación con el sistema MSG actual, también proporcionará una herramienta más poderosa al contribuir mejoras significativas al servicio existente con una misión de imágenes mejorada e introducir nuevas misiones de sondeo y rayos desde una órbita geoestacionaria».
a cita de la publicación MTG producida y publicada por OHB System AG.

### Satélite Meteosat de tercera generación (MTG-S)
Los satélites MTG-S constituyen 2 de los 6 satélites en la flota de satélites MTG. Los satélites MTG-S están montados en plataformas estabilizadas de 3 ejes comunes y están dedicados a aplicaciones de sondeo, incluida la integración de las cargas útiles del instrumento S4 UVN e IRS. MTG-S1 está actualmente previsto para ser lanzado a principios de 2023, y MTG-S2 a fines de 2030.

## Instrumentos de carga útil S4

### Espectrómetro multiespectral S4 UVN
El espectrómetro multiespectral UVN es un espectrómetro hiperespectral que funciona con bandas espectrales dentro del espectro de reflectancia solar. Para la parte UVVIS, el rango oscila entre 305 nm a 500 nm con una resolución de 0.5 nm y para la parte NIR el rango es 750 nm a 775 nm con una resolución de 0.12. Estas bandas funcionan en combinación con baja sensibilidad de polarización y alta precisión radiométrica. El diseño del instrumento permite un tiempo de revisión de escaneo este-oeste de aproximadamente 1 hora, cubriendo la mayor parte de Europa y el norte de África. Con alrededor de 570 muestras espaciales en la dimensión espacial este-oeste, una frecuencia de exploración correspondiente (frecuencia de muestreo espacial) de aproximadamente 8 km cada 6 segundos es posible (alrededor de 1.3 km/s).
Al amanecer en el este, el instrumento solo escaneará la parte iluminada de la Tierra, lo que permite un tiempo de exploración total de menos de 1 hora. Lo mismo se aplica al oeste por la noche. Durante el otoño-invierno, el área de cobertura se desplaza 5 grados dos veces, lo que optimiza las áreas iluminadas y durante el invierno-primavera se invierte. El instrumento se despliega en el satélite MTG que estará en una órbita terrestre geoestacionaria (GEO) con una longitud de alrededor de 0 grados con una actitud en la región de 36000 km sobre el ecuador. 
El despliegue en el satélite está optimizado y permitirá la radiación de la Tierra, así como la radiación solar y los campos de visión térmica, claros y sin obstáculos por obstrucción. Por diseño, a través de otros componentes del satélite, otra luz parásita del sol o la Tierra se mantiene al mínimo. Minimizar la luz parásita es muy importante con respecto a la clase de este instrumento, ya que implica el requisito de precisión de producto de datos de nivel 1B y 2 donde la sensibilidad a la luz parásita es muy alta. El satélite MTG-S realiza maniobras de giro de guiñada en los equinoccios para optimizar el entorno térmico del instrumento. 
A través de la disponibilidad de dos dispositivos acoplados con carga (CCD) a bordo del instrumento, los elementos espectrales UV y NIR se pueden grabar por separado. Cada CCD observa tanto la dimensión espectral como la dimensión espacial Norte-Sur. La sensibilidad a la polarización de la tierra del instrumento debe ser inferior al 1% con respecto a las condiciones orbitales GEO.
El instrumento también está equipado con 2 difusores solares que minimizarán las anomalías espectrales y espaciales y que de lo contrario interferirían con la detección y recuperación de los gases traza atmosféricos. El instrumento también está equipado con una fuente de luz blanca de 5 W (WLS) como parte de su conjunto de calibración.
En el rango UVVIS entre 315 nm y 500 nm, el error de precisión espectral radiométrica relativa máxima sobre un ancho de ventana espectral de 3. Se requiere que nm sea menor que 0.05%. Se requiere que la precisión radiométrica absoluta en vuelo de la radiación espectral de la Tierra y de la irradiación del Sol sea superior al 3% con una meta del 2%. Todos los valores se aplican en un nivel de confianza de una sigma. A medida que el instrumento envejece en el entorno espacial, puede haber algunas limitaciones detectables en la precisión al final de la vida útil de la misión Sentinel-4 actualmente esperada de 10 años.
El UVN del S4 también es el primer espectrómetro espacial que utiliza una rejilla de reflexión dieléctrica. Este tipo de rejilla se desarrolló inicialmente para la manipulación de pulsos láser, pero el Instituto Fraunhofer de Óptica Aplicada e Ingeniería de Precisión en Jena, Alemania, fue capaz de convertir el concepto para su uso en el espectrómetro Sentinel-4.

### Sonda infrarroja (IRS)
El instrumento es un espectrómetro de transformada de Fourier. Su tarea será detectar la estructura de gas atmosférico de la Tierra y transmitir datos al suelo para su uso en pronósticos meteorológicos más precisos y confiables. OHB System AG es responsable del diseño, desarrollo, adquisición, AIT y entrega de dos modelos de vuelo (FM) del instrumento del IRS. La carga útil del instrumento se desplegará en dos satélites MTG-S, de manera similar al instrumento S4-UVN. 
El IRS es esencialmente un espectrómetro hiperespectral diseñado para cubrir toda la Tierra con la misión de proporcionar datos de sondeo en dos bandas, el Long Wave Infra Red (LWIR) 700 cm-1-1210 cm-1 y Mid Wave Infra Red (MWIR) 1600-2175 cm-1 con muestreo espectral de 0.625 cm-1. Los perfiles de circulación y distribución del vapor de agua atmosférico y las temperaturas de la Tierra se adquirirán y analizarán capa por capa. Esto permitirá una mayor comprensión de la compleja composición de la atmósfera de la Tierra, así como de su dinámica. El muestreo espectral medirá los componentes de velocidad como parte del muestreo de datos para determinar estos perfiles a diferentes altitudes sobre la superficie de la Tierra y con una alta tasa de muestreo espacial y resolución temporal.
El instrumento del IRS podrá escanear el círculo completo de la Tierra en 1 hora con dimensiones de muestreo espacial de 4 km x 4 km desde la órbita terrestre geoestacionaria (GEO) del satélite Meteosat Tercera Generación (MTG-S) anfitrión. La alta tasa de muestreo se logra mediante el uso de un telescopio de alta resolución y un conjunto de espejo de escaneo que opera en el rango espectral IR. Otras características de diseño del instrumento incluyen la capacidad de ejecutar escenarios de observación a bordo de forma autónoma con información de escenario precargada y calibración autónoma que incluye vistas de cuerpo negro y espacio profundo. La planificación del escenario de observación también permitirá la operación continua, incluida la capacidad de evitar el sol. 
La masa del IRS es 460 kg, consumirá 736.0W nominalmente y su conjunto de detección está crioenfriado con una temperatura del detector de 56K.